# Flanders Ladies Trophy Koksijde 2011
Il Flanders Ladies Trophy Koksijde 2011 è stato un torneo professionistico di tennis femminile giocato sulla terra rossa. È stata la 5ª edizione del torneo, che fa parte dell'ITF Women's Circuit nell'ambito dell'ITF Women's Circuit 2011. Si è giocato a Koksijde in Belgio dall'8 al 14 agosto 2011.

## Partecipanti

### Teste di serie
| Nazionalità | Giocatrice      | Ranking* | Testa di serie |
| ----------- | --------------- | -------- | -------------- |
| Paesi Bassi | Kiki Bertens    | 179      | 1              |
| Bulgaria    | Elica Kostova   | 180      | 2              |
| Francia     | Alizé Lim       | 220      | 3              |
| Germania    | Sarah Gronert   | 246      | 4              |
| Paesi Bassi | Bibiane Schoofs | 254      | 5              |
| Francia     | Audrey Bergot   | 257      | 6              |
| Italia      | Annalisa Bona   | 264      | 7              |
| Italia      | Anna Remondina  | 277      | 8              |

- Ranking al 1º agosto 2011.

### Altre partecipanti
Giocatrici che hanno ricevuto una wild card:
- Elyne Boeykens
- Sofie Oyen
- Nicky van Dyck
- Valerie Verhamme

Giocatrici che sono passate dalle qualificazioni:
- Alice Balducci
- Michaela Boev
- Lesley Kerkhove
- Irina Chromačëva
- Garbiñe Muguruza Blanco
- Natalia Ryzhonkova
- Nicolette van Uitert
- Kimberley Zimmermann

## Campionesse

### Singolare
Kiki Bertens ha battuto in finale  Elica Kostova con il punteggio di 6–2, 6–1

### Doppio
Kim Kilsdonk /  Nicolette van Uitert hanno battuto in finale  Elyne Boeykens /  Nicky van Dyck con il punteggio di 5–7, 6–3, [10–8]